# Félix Savón
Félix Savón Fabré (ur. 22 września 1967 w San Vicente) – kubański bokser. Trzykrotny złoty medalista olimpijski.

## Życiorys
Walczył w wadze ciężkiej i zdominował tę kategorię na blisko 15 lat. Po raz pierwszy olimpijskie złoto zdobył w 1992 w Barcelonie, tytuł obronił dwukrotnie, w 1996 i 2000, jako trzeci bokser w historii. Wcześniej na trzech olimpiadach zwyciężał Węgier László Papp i rodak Savóna Teófilo Stevenson (także walczący w wadze ciężkiej). Był sześciokrotnym mistrzem świata (1986, 1989, 1991, 1993, 1995, 1997) i wielokrotnym, począwszy od 1985, mistrzem Kuby. Nie przeszedł na zawodowstwo. Karierę zakończył po igrzyskach w Sydney.

## Starty olimpijskie
Barcelona 1992
- waga ciężka - złoto

Atlanta 1996
- waga ciężka - złoto

Sydney 2000
- waga ciężka - złoto